# Enrique Clemente Maza
Enrique Clemente Maza (Zaragoza, Aragón, España 4 de marzo de 1999) es un futbolista español que juega como defensa en la U. D. Las Palmas de la Segunda División de España.

## Trayectoria
Jugador formado en la cantera del Real Zaragoza, debido a una grave lesión de rodilla en octubre, no llegó a disputar apenas la campaña 2018-19, para la que venía entrenando con el primer equipo desde la pretemporada, y jugando como central titular con el filial. Sin embargo, debido a su potencial, fue renovado por el club maño, ampliando su contrato por tres temporadas más, para el año siguiente poder contar ya con ficha en el primer equipo.
Debutó con el primer equipo en el Estadio de La Romareda el 30 de agosto de 2019, durante el partido liguero de la 3.ª jornada de la temporada 2019-20 contra el Elche Club de Fútbol.
El 1 de octubre de 2020 fue cedido, sin opción de compra, por una temporada a a Unión Deportiva Logroñés de la Segunda División. En la temporada 2021-22 volvió al Real Zaragoza y el 5 de enero de 2022 fue vuelto a ceder, esta vez a la Real Sociedad "B". Al mismo tiempo renovó su contrato por dos años.
El 27 de agosto de 2022 rescindió dicho contrato y se incorporó a la U. D. Las Palmas por dos temporadas. En su primer año tuvo poca participación en una campaña que llevó al club a Primera División. Hizo la pretemporada y el 1 de agosto de 2023 renovó su contrato hasta 2026 y fue cedido al Racing de Ferrol, recién ascendido a Segunda División.
En el verano de 2024 volvió a Gran Canaria para hacer la pretemporada con el equipo amarillo, pero no es convocado en los partidos oficiales y el 27 de agosto de 2024 fue cedido al Real Zaragoza por una temporada.

## Selección nacional
En enero de 2017 fue convocado con la selección de fútbol sub-18 de España para la Copa del Atlántico. Convocatoria en la que hizo su debut internacional en los diez últimos minutos del partido contra Bélgica. También ha sido miembro de la selección de fútbol sub-21 de España y ha disputado tres partidos con la misma.

## Clubes
| Club                       | País   | Año       |
| -------------------------- | ------ | --------- |
| Deportivo Aragón           | España | 2018-2019 |
| Real Zaragoza              | España | 2019-2022 |
| U. D. Logroñés (cesión)    | España | 2020-2021 |
| Real Sociedad "B" (cesión) | España | 2022      |
| U. D. Las Palmas           | España | 2022-     |
| Racing de Ferrol (cesión)  | España | 2023-2024 |
| Real Zaragoza (cesión)     | España | 2024-2025 |